# اسم عمارة
اسم العمارة هو علم للعمارة. والعمارة هي ما يعمر به المكان. وهو ضرب من اسم العامرة.